# На порозі нової України
На поро́зі ново́ї Украї́ни — книга М. С. Грушевського, збірка його статей створених в період з весни 1917-го до весни 1918 років. Назва першого видання (квітня 1918 року) була супроводжена авторським коментарем «Гадки та мрії». Обґрунтованим є також написання На порозі Нової України вживане в чернетках автора та в еміграційному виданні до 125-річчя великого історика.
Професор Любомир Винар, редактор видання 1992 року, вважає книгу винятково важливою «для дослідження світогляду та політичної діяльності Михайла Сергійовича як будівничого української державности 1917—1918 рр.». За свідченням професора Петра Одарченка, книга здобула популярність серед української молоді в 1918—1920-х рр., мала великий вплив на формування української свідомости та національного світогляду.

Природно, за часів більшовицького панування ця праця вилучена з обігу та замовчувана. Тогочасний історик В. Г. Сарбей:
У Грушевського, справді, йдеться тут про нову, тільки зовсім не Радянську Україну. Це концентрований вираз націоналістичних поглядів автора, який пишномовно назвав його своїм політичним заповітом.

## Історія написання та видання
Статті НПНУ написані впродовж лютого — квітня 1918 року. У вступі до видання 1918 року М. С. пише, що задум книги та чернетки статей творилися ним у 1917 році. Однак попередні записи були знищені під час варварського обстрілу при загарбанні Києва більшовиками 25 січня 1918 року. Розстріл будинку Грушевських вели прицільно, запальними снарядами понад дві годин поспіль й не зглянулись на прохання мешканців, дати хоча б можливість винести поранених. Звичайний і пересічний для тих днів у Києві акт терору.

Видання стало можливим, коли навесні 1918 українські та німецькі війська повернули столицю владі УЦР. М. С. відмічає різницю між остаточним та попередніми варіантами НПНУ:
Та рукопис пропала і я написав її наново. Написав очевидно інакше, ніж як вона писалася тоді — в різкіших і менш лагідних тонах, бо до старих настроїв повороту не було.
До змін спонукала й особиста трагедія М. С., під час згаданого обстрілу загинула його мати Главіра Грушевська:
...Мені здається,.. що Україна також поховала своє старе в сім вогнищі, в сій руїні, в могилах своїх дітей забитих рукою більшовиків.. що Україна, як і я стоїть на сій руїні тепер, новими очима розглядаючись в сих згарищах, і перед нею стають зовсім нові перспективи і вигляди, не тільки тому, що змінились реальні умови життя, але тому, що око бачить їх і мозок приймає їх інакше.»

## Зміст першого видання НПНУ
Видання 1918 року містило чотири частини:
1. На порозі Нової України зі Вступом до книги, об'єднувала статті: На переломі, Кінець московської орієнтації, Наша західна орієнтація, Орієнтація чорноморська, Нові перспективи, Культура краси і культура життя, Велика Україна, Підстави Великої України. Село, Місто, Державність, Армія, Нація. Тут зроблений аналіз тих світоглядних, етнокультурних, організаційних та матеріальних основ, на які спиралася влада УЦР.
2. Історія та її соціально-виховальне значення. Найбільша за об'ємом робота в цій збірці винесена окремою частиною книги. Смисл роздумів автора зрозумілий із назви. Є цікаві зауваження щодо появи нової концепції історії людства, в якій би не було місця «європейському егоцентризму», а весь досвід людства подавався б як рівноважливий.
3. Самостійна Україна, статті з грудня-квітня 1917—1918 років: Велике Різдво, Великий обов'язок, В огні й бурі, Мир землі нашій!, Повороту не буде, Промова на похороні січовиків, Установчі Збори, чи Парлямент?, «Святі права», Стара історія. Тут статті містять розвідки, в яких історія актуалізується: автор пов'язує давні та сучасні йому події. Помітними є статті «Українська самостійність і її історична необхідність» та «Очищення огнем» — основані на подіях 1917 року, вони містять узагальнення щодо багатьох питань нашої минувщини.
4. Інформаційні статті: Український герб, Про монетну українську одиницю, Новий поділ України, Новий час, За Холмщину, Промова при ратифікації мирового договору.